# Huset Eliott
Huset Eliott (engelska: The House of Eliott) är en brittisk dramaserie producerad och sänd av BBC åren 1991-1994. I huvudrollerna som Beatrice Eliott ses Stella Gonet och som Evangeline Eliott Louise Lombard, två systrar i 1920-talets London som grundar en systuga som växer till ett modehus, och i rollen som fotografen och filmaren Jack Maddox ses Aden Gillett. Serien skapades av Eileen Atkins och Jean Marsh, som tidigare skapat Herrskap och tjänstefolk. 

## Handling
Serien utspelar sig under 1920-talet och handlar om de två ogifta systrarna Bea (Beatrice) och Evie (Evangeline) Eliott. Efter att ha förlorat sin far får de båda systrarna, som har blivit lämnade med enbart skulder, lära sig att försörja sig själva. De gör så genom att formge och sy moderiktiga kläder med stigande framgång och den lilla systugan växer till ett riktigt modehus.

## Rollista i urval
| Skådespelare        | Roll                     | Antal avsnitt |
| ------------------- | ------------------------ | ------------- |
| Stella Gonet        | Beatrice "Bea" Eliott    | 34 (1991–94)  |
| Louise Lombard      | Evangeline "Evie" Eliott | 34 (1991–94)  |
| Aden Gillett        | Jack Maddox              | 34 (1991–94)  |
| Cathy Murphy        | Tilly Watkins/Foss       | 34 (1991–94)  |
| Judy Flynn          | Madge Howell/Althorpe    | 26 (1991–94)  |
| Diana Rayworth      | Betty                    | 26 (1991–94)  |
| Victoria Alcock     | Agnes                    | 26 (1991–94)  |
| Stephen Churchett   | Joseph Wint              | 22 (1991–94)  |
| Bill Thomas         | Charles Quance           | 15 (1992–94)  |
| Barbara Jefford     | Lady Lydia Eliott        | 12 (1991)     |
| Francesca Folan     | Penelope Maddox          | 12 (1991)     |
| Kate Fahy           | Alice Byrgoyne           | 11 (1992)     |
| Toby Whithouse      | Norman Foss              | 11 (1992–94)  |
| David de Keyser     | Sir Desmond Gillespie    | 9 (1991–92)   |
| Robert Hands        | Miles Bannister          | 9 (1994)      |
| Richard Lintern     | Daniel Page              | 8 (1994)      |
| Rupert Frazer       | Lord Alexander Montford  | 7 (1992)      |
| Michael Culver      | Ralph Saroyan            | 7 (1992)      |
| Ian Redford         | Larry Cotter             | 7 (1994)      |
| Melanie Ramsay      | Grace Keeble             | 7 (1994)      |
| Caroline Trowbridge | Katya Beletsky           | 7 (1994)      |
| Peter Birch         | Arthur Eliott            | 6 (1991)      |
| Jeremy Brudenell    | Sebastian Pearce         | 6 (1991)      |
| Maggie Ollerenshaw  | Florence Ranby           | 6 (1992)      |
| Elizabeth Garvie    | Lady Elizabeth Montford  | 6 (1992)      |
| Jamie Foreman       | Gerry Althorpe           | 6 (1994)      |
| Kelly Hunter        | Daphne Haycock           | 5 (1991)      |
| Kate Paul           | Chalmers                 | 5 (1991)      |
| Robert Daws         | Piggy Garstone           | 4 (1991)      |
| Robert McIntosh     | Tom Patterson            | 4 (1994)      |
| Burt Kwouk          | Peter Lo Ching           | 3 (1991)      |

Gästskådespelare i urval: Judy Campbell, Phyllis Calvert
 James Cosmo, Minnie Driver, Sheila Gish, Jessica Hynes och Phyllida Law.

## DVD
Serien finns utgiven på DVD, både i brittisk och svensk utgåva. Båda varianterna finns som boxar med de enskilda säsongerna och boxar med hela serien. Den brittiska innehåller en del extramaterial, medan den svenska enbart innehåller själva serien.